# Inštitut za histologijo z embriologijo Medicinske fakultete v Ljubljani
Inštitut za histologijo z embriologijo je znanstveno-raziskovalni inštitut, ki deluje v okviru Medicinske fakultete Univerze v Ljubljani.
Trenutni vodja inštituta je prof. dr. Danijel Petrovič.